# Schiefblattgewächse
Die Schiefblattgewächse (Begoniaceae) sind eine Pflanzenfamilie innerhalb der Ordnung der Kürbisartigen (Cucurbitales). Nur eine ihrer über 1800 Arten (Hillebrandia sandwicensis) gehört nicht zur Gattung Begonia. Viele Sorten einiger Arten und Hybriden aus der Gattung Begonia werden als Zierpflanzen genutzt.

## Beschreibung

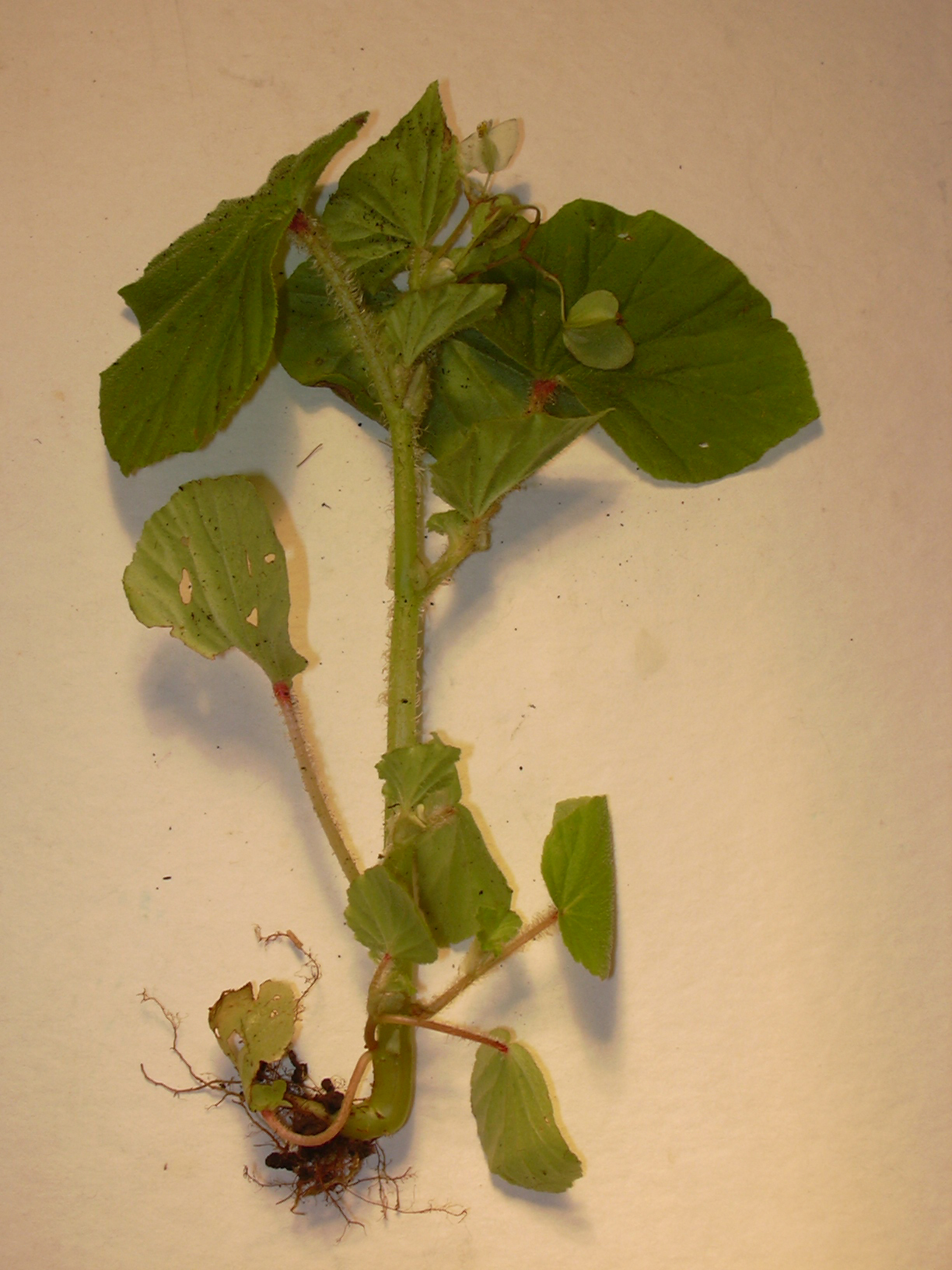
Habitus von Begonia hirtella mit den für die Familie typischen wechselständigen, asymmetrischen Laubblättern

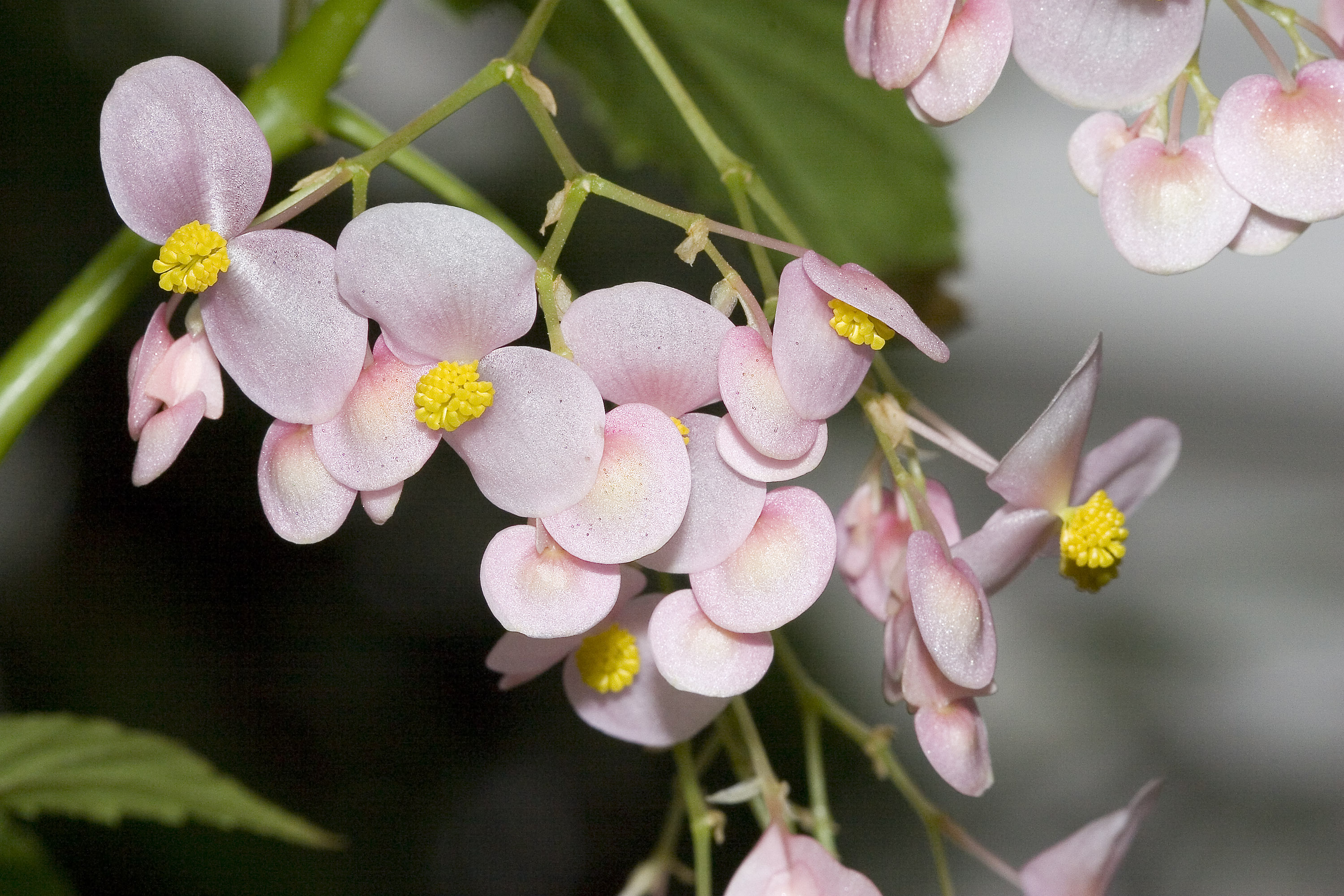
Männliche Blüten von Begonia naumoniensis. Deutlich zu sehen sind die Blütenhüllblätter und die gelben Staubblätter

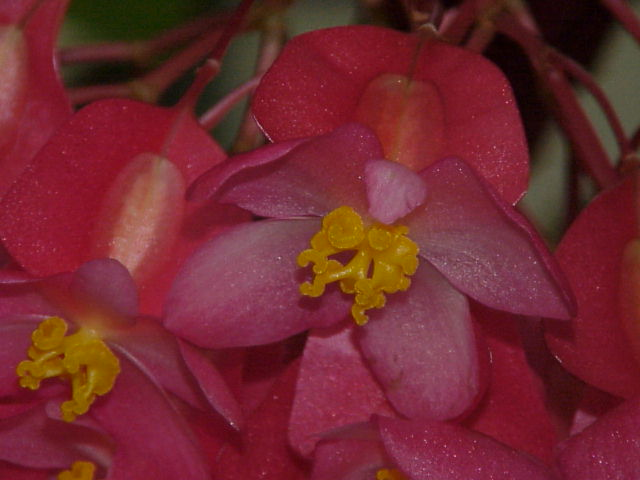
Weibliche Blüten von Begonia corallina. Deutlich zu sehen sind die gelben Narben, die Blütenhüllblätter und die geflügelten, unterständigen Fruchtknoten.

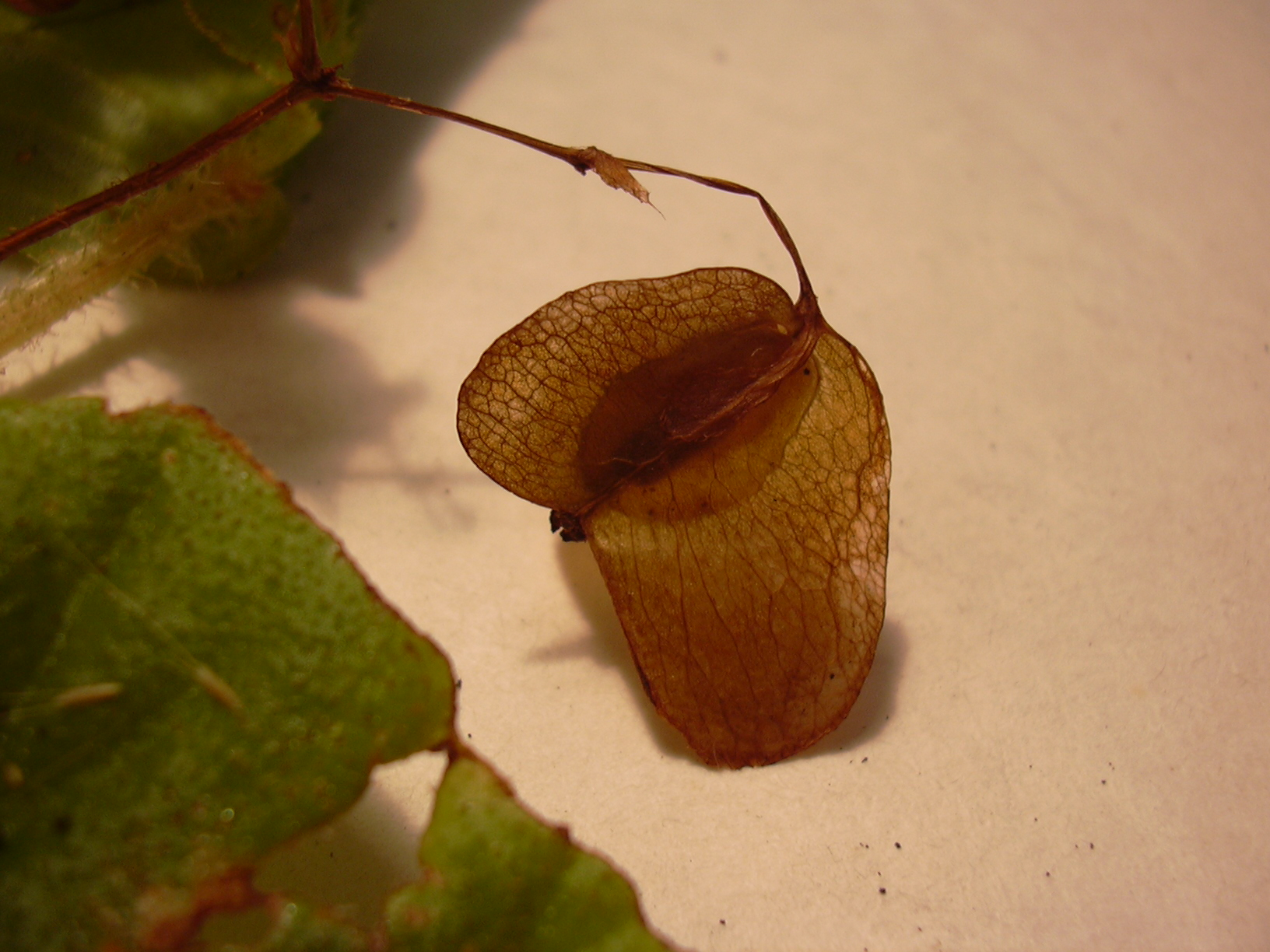
Frucht von Begonia hirtella

### Habitus und Laubblätter
Sie wachsen selten als einjährige, meist als ausdauernde krautige Pflanzen und seltener als Halbsträucher bis Sträucher, die Wuchshöhen von nur wenigen Zentimetern bis zu 3 Metern erreichen. Viele Arten sind mehr oder weniger sukkulent. Viele Arten bilden Rhizome oder Knollen aus. Die Stängel können aufrecht, kriechend oder hängend sein; manchmal sind sie auch sehr kurz und die Blätter stehen mehr oder weniger in grundständigen Rosetten. Selten klettern sie mit Adventivwurzeln oder bilden Stolonen aus.
Die Nebenblätter umhüllen Blattstiel und Stängel. Die wechselständigen und spiralig oder zweizeilig, grundständig oder am Stängel verteilt angeordneten Laubblätter sind gestielt und brechen oft leicht. Sie besitzen in der Regel asymmetrische Blattspreiten, die meist einfach, selten zusammengesetzt sind. Der Blattrand kann unregelmäßig gesägt oder manchmal glatt sein. Die Blattspreiten sind fiedernervig.

### Blütenstände und Blüten
Begoniengewächse sind meist einhäusig getrenntgeschlechtig (monözisch), es gibt also weibliche und männliche Blüten auf einer Pflanze; selten sind sie zweihäusig getrenntgeschlechtig (diözisch), dann gibt es rein weibliche oder männliche Pflanzen. Die Blüten sind fünfzählig. In meist seitenständigen, verzweigten Gesamtblütenständen stehen zwei bis vier bis mehrere, selten viele dichotome, zymöse Teilblütenstände zusammen; selten ist nur ein einzelner zymöser Blütenstand vorhanden. Die Blütenstände und Teilblütenstände sind gestielt und enthalten Tragblätter.
Die immer eingeschlechtigen Blüten sind mehr oder weniger zygomorph. Die Blütenhüllblätter sind gleichgestaltet, also nicht in Kelch und Krone getrennt (Tepalen). Bei Hillebrandia sind zehn Blütenhüllblätter vorhanden, die in Kelch- und Kronblätter differenziert sind. Männliche Blüten enthalten zwei oder vier kreuzgegenständige, freie Blütenhüllblätter, von denen die äußeren zwei meist größer sind. Es sind meist viele, selten nur vier zentripetale Staubblätter vorhanden. Die Staubfäden sind meist frei sind oder selten an ihrer Basis verwachsen; alle Staubblätter der männlichen Blüten sind fertil. Weibliche Blüten enthalten meist zwei bis fünf, selten bis zu zehn Blütenhüllblätter, die meist frei, oder selten an ihrer Basis verwachsen sind. Meist drei (ein bis acht) Fruchtblätter sind zu einem unterständigen Fruchtknoten verwachsen, der nickend, hängend oder aufsteigend sein kann. Es sind zwei, drei oder selten mehr Griffel vorhanden, die frei oder an ihrer Basis verwachsen sein können und einfach oder mehrfach gegabelt sind. Die Form der Narbe ist sehr variabel. Jede Fruchtknotenkammer enthält 15 bis 50 Samenanlagen. Weibliche Blüten können Staminodien enthalten.

### Früchte und Samen
Sie bilden meist trockene, lokulizide Kapselfrüchte, die meist mehr oder weniger asymmetrisch geflügelt oder drei- bis vierhörnig und häutig sind. Die Kapselfrüchte enthalten sehr viele, sehr kleine Samen mit hellbrauner, netzartiger Testa. Meist sind diese feinen Samen die Diasporen und werden meist durch Wind, selten durch Regentropfen verbreitet. Selten sind die Früchte beerenartig; sie sind die Diasporen und werden von Tieren gefressen. Es ist kein Endosperm vorhanden.

### Chromosomenzahl und Inhaltsstoffe
Die Chromosomengrundzahl ist variabel x = 10–21 oder mehr. Die Pflanzen akkumulieren freie Oxalate.

## Verbreitung
Arten dieser Familie lassen sich weltweit in feuchten tropischen und subtropischen Regionen finden. Die meisten Arten sind in Südamerika beheimatet. Nur eine Art Begonia grandis gedeiht in gemäßigten Breiten in den westlichen Hügeln in der Nähe von Peking und ist auch in Mitteleuropa an geschützten Stellen winterhart.

## Systematik
Die Familie der Begoniaceae wurde 1820 unter dem Namen Begoniae Friedrich Graf von Berchtold und Jan Svatopluk Presl in Přirozenosti Rostlin, 1, S. 270 und dann 1824 mit dem Namen Begoniaceae von Carl Adolph Agardh in Aphorismi Botanici, 200 veröffentlicht.
In der Familie der Begoniaceae gibt es nur noch zwei Gattungen. Insgesamt werden über 1800 Arten dieser Familie zugeordnet, nur noch eine Art gehört einer anderen Gattung als Begonia an:
- Begonien (Begonia L.), auch Schiefblatt genannt. Die mindestens 1800 Arten werden in 63 bis 66 Sektionen gegliedert. Sie ist damit eine der artenreichsten Pflanzengattungen.[4]

- Hillebrandia Oliv. ist eine monotypische Gattung. Sie unterscheidet sich von Begonia hauptsächlich durch einen halbunterständigen, nicht vollkommen verwachsenen Fruchtknoten und durch in Kelch- und Kronblätter differenzierte Blütenhüllblätter. Mit der einzigen Art:
  - Hillebrandia sandwicensis Oliv. auf Hawaii.[5]

Die frühere Gattung Symbegonia Warb. mit etwa zwölf auf Neuguinea endemischen Arten ist (Swensen et al. 1998; Forrest & Hollingsworth 2003) nur noch eine Sektion der Gattung Begonia. Von den anderen Begonia-Taxa unterscheiden sie sich durch vollständig zu einer Röhre verwachsene (Name!) Blütenhüllblätter bei den weiblichen Blüten. Dies ist eine Anpassung an ihre Bestäuber, die Nektarvögel.
Innerhalb der Ordnung der Cucurbitales sind die Begoniaceae am nächsten mit den Datiscaceae verwandt.

## Nutzung
Einige Arten, Hybriden und deren Sorten der Gattung Begonia sind weltweit Zierpflanzen für Parks, Gärten und Balkonen. Über 130 Arten, Hybriden und deren Sorten werden wegen ihres farbenprächtigen Laubes oder ihrer eindrucksvollen Blüten als Zimmerpflanzen gepflegt.
Selten werden Begonien-Arten als Nahrungsmittel genutzt:
Die Blätter von Begonia picta und Begonia palmata werden roh oder gegart gegessen. Die sauer schmeckenden Stiele von Begonia picta werden eingelegt gegessen.
Medizinische Wirkungen weniger Arten wurden untersucht.